# Isla Cross (Malvinas)
La isla Cross (en inglés: Cross Island) es una de las islas Malvinas. Se encuentra cerca del cabo Belgrano en el extremo sur de la isla Gran Malvina, en la bahía San Felipe.